# Amargosa (ort)
Amargosa är en ort i Brasilien.   Den ligger i kommunen Amargosa och delstaten Bahia, i den östra delen av landet, 1 000 km öster om huvudstaden Brasília. Amargosa ligger 412 meter över havet och antalet invånare är 22 530.
Terrängen runt Amargosa är platt åt nordost, men åt sydväst är den kuperad. Det finns inga andra samhällen i närheten.
Omgivningarna runt Amargosa är en mosaik av jordbruksmark och naturlig växtlighet. Runt Amargosa är det ganska tätbefolkat, med 104 invånare per kvadratkilometer.